# 太鼓之達人系列 (街機版)
太鼓之達人（或稱太鼓達人，原名）於2001年由南夢宮（現：万代南梦宫游乐）發售的業務用音樂遊戲系列，與KONAMI BEATMANIA系列相似，但以日本傳統樂器太鼓進行遊戲。演奏的樂器是專用的太鼓（TATACON）。

## 街機系列一覽
太鼓の達人系列
| 上市時間 | 名稱                | 收錄曲數 | 隱藏曲數 | 總曲目數 | 隱藏譜面曲數 |
| -------- | ------------------- | -------- | -------- | -------- | ------------ |
| 2001/02  |                     | 25       | 0        | 25       | 0            |
| 2001/08  |                     | 36       | 0        | 36       | 0            |
| 2002/03  |                     | 44       | 0        | 44       | 0            |
| 2002/12  |                     | 48       | 0        | 48       | 0            |
| 2003/10  |                     | 54       | 0        | 54       | 0            |
| 2004/07  | 6                   | 58       | 0        | 58       | 0            |
| 2005/07  | 7                   | 80       | 0        | 80       | 0            |
| 2006/03  | 8                   | 90       | 0        | 90       | 0            |
| 2006/12  | 9                   | 100      | 0        | 100      | 0            |
| 2007/07  | 10                  | 102      | 3        | 105      | 0            |
| 2008/03  | 11                  | 108      | 6        | 114      | 4            |
| 2008/04  | 太鼓之達人11 亞洲版 | 108      | 6        | 114      | 0            |
| 2008/12  | 12                  | 112      | 3        | 115      | 7            |
| 2009/06  | 太鼓之達人12 亞洲版 | 143      | 2        | 145      | 0            |
| 2009/07  | 12 增量版           | 147      | 11       | 158      | 12           |
| 2009/12  | 13                  | 154      | 7        | 161      | 23           |
| 2010/07  | 14                  | 157      | 18       | 175      | 22           |

太鼓の達人（新筐体）系列
| 更新時間 | 名稱 | 收錄曲數 (日本版/亞洲版) | 隱藏曲數 (日本版/亞洲版) | 期間刪除曲數 (日本版/亞洲版) | 總曲目數 (日本版/亞洲版) | 隱藏譜面曲數 (日本版/亞洲版) |
| -------- | ---- | ------------------------ | ------------------------ | ---------------------------- | ------------------------ | ---------------------------- |
| 2011/11  |      | 168                      | 23                       | 0                            | 191                      | 29                           |
| 2012/07  |      | 213                      | 27                       | 0                            | 240                      | 38                           |
| 2013/03  |      | 295                      | 27                       | 4                            | 318                      | 53                           |
| 2013/12  |      | 350                      | 36                       | 23                           | 363                      | 57                           |
| 2014/07  |      | 410                      | 43                       | 35                           | 418                      | 62                           |
| 2015/03  |      | 413                      | 40                       | 2                            | 451                      | 75                           |
| 2015/12  |      |                          |                          |                              |                          |                              |
| 2016/07  |      |                          |                          |                              |                          |                              |
| 2017/03  |      | 590/525                  | 65/30                    | 6/6                          | 646/554                  | 110/110                      |
| 2018/03  |      |                          |                          |                              |                          |                              |
| 2019/03  |      | 703/618                  | 102/54                   | 22/22                        | 778/672                  |                              |
| 2020/03  |      | 849                      | 37                       |                              |                          |                              |
| 2021/03  |      |                          |                          |                              |                          |                              |
| 2022/03  |      |                          |                          |                              |                          |                              |
| 2023/03  |      |                          |                          |                              |                          |                              |

以下內容，街機代目會以「AC1」、「AC2」、「AC3」等表示；亞洲版則會以「AC11亞洲版」等表示，「太鼓の達人12 增量版」會以「AC12.5」表示，「新 太鼓之達人」及以後的更新版本會以「新AC」表示。

「新AC」采用16:9高清宽液晶屏、LED灯、PS3互换基板System 357并对应ALL.net網路功能的全新筐體，官方稱作“新 太鼓達人”或“新筐體版”。而官方現時版本為虹色2025版本（ニジイロVer.2025）。

## 太鼓之達人1
「AC1」，於2001年2月發行的第一個街機作品。收錄曲25首。其特徵為：
- 只有3個難度：
  - （「簡單」）
  - （「普通」）
  - （「困難」）
- 每首歌曲只適用於一個難度，例外。

## 太鼓之達人2
「AC2」，於2001年8月發行的第二個街機作品。收錄曲36首。

### 與前作不同之處
新增難度
- （「達人」）是太鼓最難的難度。特徵是出現全部收錄曲。

同譜面
- 某些歌曲的「簡單」譜面與「普通」譜面相同、「困難」譜面與「魔鬼」譜面相同。

### 隱藏模式
- 「達人」：在「困難」打右鼓邊10回。

## 太鼓之達人3
「AC3」，於2002年3月發行的第三個街機作品。收錄曲32首。

### 與前作不同之處
新增風船音符
- 當音符與小圓圈重疊時，敲打鼓面直至超過指定次數。每敲打一次，就會加分。
- 每敲打一下，300分；破裂時，5000分。

新增
- 「戰鬥模式」，設定為2首，雙打時才會出現。
- 當其中一方的連擊數不能維持時，炸彈便會爆發，魂量計會向後移動（縮短），另一方的魂量計會向前移動（延長）。魂量計的長度較長者為勝利。

### 隱藏模式
- 「達人」：在「簡單」打左鼓邊10回。
- 「戰鬥模式」：雙打時才會出現，在「困難」打右鼓邊1回。

## 太鼓之達人4
「AC4」，於2002年12月發行的第四個街機作品。收錄曲49首。

### 與前作不同之處
連擊數的通知
- 當連擊數等於50時，或會叫「50」；每100連擊時，或會叫「○00」。

「困難」、「達人」的選曲畫面
- 在「困難」、「達人」選曲時，歌曲的最高成績會顯示在歌名的右邊。

譜面變更或新增譜面
- 以下歌曲的譜面會作出變更或新增譜面（粗體字之歌名代表新增譜面）：
  - 「普通」：

  - 「困難」：

  - 「達人」：
    1. クラシックメドレー（ロック編）

### 隱藏模式
- 「達人」：在「簡單」打左鼓邊10回。
- 「戰鬥模式」：雙打時才會出現，在「困難」打右鼓邊1回。

## 太鼓之達人5
「AC5」，於2003年10月發行的第五個街機作品。收錄曲54首。

### 與前作不同之處
新增、
- 前者以歌曲分類排行，後者以難度排行。

可以重複選擇同一首歌曲
- 相同難度亦可。
- 出現這情況的原因，大概是因為增加了，程式尚未修正的關係。

譜面變更或新增譜面
- 以下歌曲的譜面會作出變更或新增譜面（粗體字之歌名代表新增譜面）：
  - 「簡單」：

  - 「普通」：

  - 「困難」：

  - 「達人」：

### 隱藏模式
- 「達人」：在中，「簡單」打左鼓邊10回。
- 「戰鬥模式」：雙打時才會出現。，在中，「困難」打右鼓邊1回。

## 太鼓之達人6
「AC6」，於2004年7月15日發行的第六個街機作品。收錄曲58首。

### 與前作不同之處
重複選擇同一首歌曲
- 在可以重複選擇同一首歌曲，在則不可以。

新增譜面
- 以下歌曲的譜面會新增譜面：
  - 「困難」：

  - 「達人」：
    1. 　（達人譜面）

#### 其他
- 在無法遊玩達人難度。

### 軼事
- 雖演示有謎曲「One Day,One Dr」，實際上這歌曲卻沒收錄於本作，疑似為犬夜叉的片頭曲「One Day,One Dream」。

## 太鼓之達人7
於2005年7月15日發行，全80曲，畫面大幅優化，基板從SYSTEM10更換至SYSTEM256。

### 與前作的不同之處
- 難易度「達人」變成PS2沿用的「鬼級」，對戰模式正式廢除，並增加隱藏模式「忍者模式(消失)」。
- 雖在簡單和普通難度無法選擇一些歌曲，但中能夠遊玩全部歌曲及任何難度，不過有譜面分歧的難度卻沒聲明。
- 無論在任何的分類優先模式都無法重複選曲。
- 先前缺乏難度的歌曲在本作登場之後的作品都被補上，普通難度最大星級升至7，困難難度最大星級升至8。
- 遊玩時顯示單條黃色連打數，新增芋頭音符，火燒區系統；若「100連擊」後斷連，和田咚或和田咔會受驚。
  - 全接時有「!」的台詞慶賀。
- 新增「童謠」分類，先前在的複雜歌曲分類，本作以後照著進行分類。
- 若在簡單難度第一曲沒過關還可以繼續遊玩。
- 在系統內的級段從5變至10等，排名從單個難度變成綜合排名。
- (日本)玩家可以QR碼來查閱分數排行。
- 人氣曲排行自僅在AC3登場後，於本作和全舊框體續作復活。

## 太鼓之達人8
於2006年3月23日發行，全90曲。

### 與前作不同之處
- 新增歌曲分類「遊戲歌曲」；由於有收錄一些南夢宮自創遊戲曲，且為該分類的初始收錄，因此當時的分類是不明確的，在日後的作品逐漸地完全改善。
  - 分類「童謠」更為「童謠·民謠」。
- 在選曲時重新對有譜面分歧的歌曲聲明。
- 新增隱藏模式「倍速」、「三倍速」、「四倍速」。
- 演奏時譜面音符放置修正，增加HS系統，且芋頭音符效果稍微變動，算分系統完全更新，取消和田咚和和田咔的「不可」受驚效果。
- 第一曲非簡單難度且沒隱藏模式演奏失敗時增加復活轉盤，以此決定玩家是否能夠玩下一首歌曲。

## 太鼓之達人9
於2006年12月20日發行，全100曲，選曲、演奏畫面等大幅更新。

### 與前作不同之處
- 廢除，沿著的先選擇難易度後再選擇歌曲，也混合了歌曲分類模式，不過歌曲列表沒照著難易度順編排。
  - 在簡單和普通難度時的南夢宮原創歌曲分類會先關閉，待玩家選擇時才展示出全曲目。
- 增加隱藏模式「顛倒」。
- 發表成績時展示出「良」、「可」、「不可」數。
- 在遊玩結束後增加「太鼓新聞」。

## 太鼓之達人10
於2007年7月26日與DS1同步發行，全102+3=105曲。

### 與前作不同之處
- 選曲時在困難和魔鬼等級復活難易度順。另外新增該難度的人氣曲排名。
- 新增解禁系統，在遊戲開始前投幣可輸入一些指令(有的例外)，並解鎖該隱藏曲。

## 太鼓之達人11
於2008年3月18日發行，全108+6=114曲(裏譜面7種)。

### 新系統
- 在一些簡單難度歌曲增設的一人玩二鼓的支援系統。
- 增加音色系統，因此更換隱藏模式設定方式。
- 新增裏譜面(特別譜面、額外譜面)系統，僅在一些歌曲才能遊玩。

### 與前作不同之處
- 在難易度順的編排改良，不是以歌曲分類來編排難易度順。
- 發表成績時展示連打數，且簡單難度像AC8或之前的簡單方式揭曉成績(除擊中率)。
- 復活轉盤改為復活連打。
- 廢除「太鼓新聞」。

### 亞洲版
於2008年4月25日發行，為該版本的中文版，全108+6=114曲(裏譜面6種)。
- 為響應中文版本，在一些的曲名變更為中文或英文名(除日本流行音樂和動漫音樂)，且和田咚和和田咔為中文配音，同時也收錄了中文流行音樂歌曲、兒歌，完全替代了原版和「童謠·民謠」原有的歌曲。
- 亞洲版沒有隱藏模式「消失(忍者)」。
- 當入榜輸入名字時全部平假名更為英文字母。

## 太鼓之達人12
於2008年12月11日發行，全112+3=115曲(裏譜面10種)

### 與前作不同之處
- 難易度順僅★10才分類，其餘的星數都照著歌曲類別列出。
- 選曲時間從99秒增至120秒。
- 稱號從原本的平均80萬點提高至100萬點才能達成，兩人遊玩時能獲得共同稱號。
- 本作的歌曲解禁方式僅等待日數才可解鎖。

### 亞洲版
於2009年6月26日發行，全142+3=145曲(裏譜面10種)
- 該版本收錄了本街機限定的南夢宮原創歌曲「Obsession Latino 」。

### 增量版
於2009年7月14日發行，通稱「AC12.5」，增加了37曲，共158曲(裏譜面15種)。

#### 與原版的差異
- 恢復原本的解禁系統，再度恢復全星級的難易度順的歌曲順序編排，而且一些2000系列歌曲會因表裏模式對換而換曲。
- 在第一曲以隱藏模式演奏下失敗的話，能夠進行復活連打。

## 太鼓之達人13
於2009年12月17日發行，全154+7=161曲(裏譜面13種)

### 與前作不同之處
- 「童謠·民謠」更回「童謠(どうよう)」。

### 軼事
- 本街機成為第一次太鼓大會的對象街機。

- 擁有特殊的單次遊玩解禁曲。

## 太鼓之達人14
於2010年9月8日發行，共157+13=170曲，2011年7月7日發行Plus版(通稱AC「14.5」)增加5曲，全175曲(裏譜面22種)，為太鼓達人舊街機的最後一作。
- 本作與麥當勞合作，在一定的時期能額外遊玩一曲簡短版的。
- 新增真打模式，點數以單體「良」「可」裁決，每一曲每一難度固定計算平均為一百萬點，不會記錄在排行及個別歌曲最高分數。
- (日本)新增太鼓道場，官方會在網絡給予課題，段位跟空色版及後的段位道場相似。

### 與前作不同之處
- 在全接或NN時，增加卷物式全接慶賀效果。

### 軼事
- 為太鼓達人第二次大型比賽的對應街機。

## 太鼓之達人（新街機無印版）
官方称「新 太鼓达人」或「新筐体版(新AC)」，簡稱「AC15」,於2011年11月16日發行及運營(僅限日本)，為太鼓達人的首作網絡運營街機，收錄曲共191曲(23首隱藏曲，裏譜面29曲)，在本作內的更新次數為7回。
- 新設服裝系統，能為和田咚和和田咖更換服飾。
- 玩家可使用「BANA PASSPORT」通過網絡來遊玩，可有自己的賬號，遊玩隱藏曲。
  - (日本)新增「鼓眾廣場(ドンだーひろば)」，能以手機、電腦等查詢個人資料，可裝備稱號，擁有隱藏服裝，甚至是大會、挑戰狀系統都在內。
- 新增，達到一定的分數來解鎖隱藏曲、音符。

### 與前作不同之處
- 「新AC」采用16:9高清宽液晶屏、LED灯、PS3互换基板System 357并对应ALL.net网络功能的全新筐体，畫面大幅改變。
- 選曲方式回歸AC8的。
  - 選曲時間從120秒減至100秒，停留該歌曲則以30秒在曲內調節和選擇難度，若停留在調節模式則再給予15秒選擇難度。
- 採用回AC6的一輪以內可再度選擇同樣歌曲。
- 裏譜面的選擇方式更改，兩人遊玩時可選擇不同難度(鬼級表裏不能一起玩)。
  - 裏譜面僅剩下鬼級，但依存困難裏譜(該例外自該歌曲刪除之後就沒再有歌曲有此例外)。
- 隱藏模式公開化，僅能以賬號遊玩時設定，且可多重設定(倍速化(2、3、4)、忍者、顛倒、大亂(從PSPDX引進))，去除真打模式。
- 遊玩時天井點計分法再度改變成4：1計算法，每100連擊增加10000點，黃色小連打一打100點，大音符則120點，火燒區則兩倍；原本的芋頭音符更為彩蛋音符。
  - 無論成敗都會有演出動畫。
- 發表成績時不再展示擊中率。
- 分數排行、最終發表成績、人氣曲排行被廢除。

## 太鼓之達人（KATSU-DON版）
於2012年7月25日升級及運營(僅限日本)，為新 太鼓達人的第二作或版本，收錄曲共253曲(27首隱藏曲，裏譜面39曲)，在本作內的更新次數為9回。

### 新系統
- (日本)鼓眾廣場新增「(簡稱)」，以初收錄於新街機的歌曲作為課題，在月內達成條件即可解鎖該曲及獲得稱號。
  - 時限一過直接開放該曲。
- 新增「段位道場」，一通過該課題可獲得該稱號，在一版本結束後回收所有的課題。
- 增加針孔，在演示時人在畫面以內時，頭會變成該角色並播放該對應的歌曲。

### 與前版不同之處
- 些許歌曲的難易度隨著當今的難度判斷而被更改。
- 演奏時改良判定，分數等等的系統。
- (日本)改善鼓眾廣場，包括大會、挑戰狀。朋友數從30增至50。
- 歌曲種類增加「(最近玩過的歌曲)」、「(推薦曲)」，內含相應主體的5首歌曲。
- 選擇歌曲後可回退直至選曲時間剩下30秒為止。

## 太鼓之達人（空色版）
於2013年3月13日升級及運營(僅限日本)，為新 太鼓達人的第三作或版本，收錄曲共322曲(27首隱藏曲，裏譜面50曲)，在本作內的更新次數為9回。

### 新系統
- 新增歌曲類別「VOCALOID」。
- (日本)鼓眾廣場增設個人資料，可設定公開方式。

### 與前版不同之處
- 復活「真打」設定。
- 黃色連打判定稍微調整。
- (日本)鼓眾廣場的個人最大朋友數從50增至55位，此外挑戰狀和大會增設指定演奏譜面設定。
- 段位道場從將軍階級制更為級段位制，一通過該段位後能將目前所考獲的最高段位展示在賬號名旁。

### 軼事
- 本作有、的募曲活動。
- 為日本第三次太鼓賽事的對應街機。由於颱風的關係而將決賽原2013年10月26日延至2014年6月14日(桃色版時代)舉辦。

## 太鼓之達人（桃色版）
於2013年12月11日升級及運營，為新 太鼓達人的第四作或版本，收錄曲共388曲(40首隱藏曲，裏譜面56曲)，在本作內的更新次數為11回。

### 新系統
- (日本)鼓眾廣場增加商店系統。

### 與前版不同之處
- 入場時間從100秒變成50秒。
- 段位道場新增「達人」，玩家可先選擇「初級」～「十段」，玩家可購買前版個人最高段位的稱號。
- 演奏畫面的譜面背景色從黑色變成灰色。

### 亞洲版
於2014年1月27日升級及運營(僅限台灣、澳門、香港、馬來西亞、印尼、泰國、新加坡、韓國)，為新 太鼓達人亞洲海外的初始版本，收錄曲共264曲(15首隱藏曲，裏譜面51曲)，在本作內的更新次數為3回。

#### 與原版的差異
- 有亞洲版的大會系統，由官方在面子書官網出題。

問題點
- 由於一些的版權(或對海外)或功能問題，該版本會比原版的收錄曲、音色、服裝數少。且這時尚未收錄段位道場，鼓眾廣場功能還沒開放。
- 韓國版之後削除「千本櫻」，其他版本依舊收錄。

### WADAIKO MASTER
為巴西語的巴西及肯尼亞版本。收錄曲為32首(裏譜面11曲)。

#### 與原版不同之處
- 該海外版不是連線街機。且沒收錄日本流行曲、動漫曲之類的非南夢宮的版權曲。不過有收錄額外兩首巴西音樂(另一曲為南夢宮早有的自創曲「Samba Alegria」)。

- 自該版本後至今仍沒新版本。

## 太鼓之達人（黃綠版）
於2014年7月16日升級及運營，為新 太鼓達人的第五作或版本，收錄曲共453曲(43首隱藏曲，裏譜面63曲)，在本作內的更新次數為11回。

### 新系統
- 增加的額外選曲分類。
- 新增單曲前三玩家排名記錄。

(日本)鼓眾廣場
- 展示鼓眾全接回數。
- 新增太鼓墊，段位道場特設網頁，太鼓墊為段位道場的攻略及推薦歌曲處、且展示出任意的段位。

### 與前版不同之處
- 裏譜面的魔鬼圖形顏色原與表統一為紫色變成紫藍色，選曲的過關的優先展示原為裏譜面優先，現為金冠>裏譜面銀冠。
- 歌曲演奏開始前有展示歌名及角色。
- 段位道場新增「十級」～「五級」。

### 軼事
- 為的對應街機。

### 亞洲版
於2014年8月6日升級及運營，為新 太鼓達人亞洲版的第二作或版本，收錄曲共338曲(20首隱藏曲，裏譜面61曲)，在本作內的更新次數為6回。

## 太鼓之達人（紫色版）
於2015年3月11日升級及運營，為新 太鼓達人的第六作或版本，收錄曲共503曲(49首隱藏曲，裏譜面75曲)，在本作內的更新次數為9回。

### 新系統
- 新增額外選曲類別 。
- 各店鋪街機可被設定成大會模式。

#### (日本)鼓眾廣場
- 收藏曲最大5曲變成10曲；最大朋友數從55位升至60位。

### 與前版不同之處
- 若玩家再次入榜單曲時只會刷新自賬號的在框體內的記錄。
- 段位道場新增「玄人」、「名人」、「超人」。

### 亞洲版
於2015年4月16日升級及運營，為新 太鼓達人亞洲版的第三作或版本，收錄曲共392曲(27首隱藏曲，裏譜面74曲)，在本作內的更新次數為6回。
- 新增段位道場，由於有些歌曲的版權問題，導致一些課題曲和原版有所差異。

## 太鼓之達人（白色版）
於2015年12月10日升級及運營，為新 太鼓達人的第七作或版本，收錄曲共568曲(52首隱藏曲，裏譜面91曲)，在本作內的更新次數為11回。

### 新系統
- 新增額外選曲類別。
- 在選曲夾內可在途中回退。
- (日本)新增特訓模式，以BANA PASSPORT卡儲值遊玩的個人訓練模式。

### 與前作不同之處
- (日本)重新增設難易度優先選曲方式。

### 軼事
- 本街機為以及第四屆太鼓達人大型官方賽事的對應街機，該賽事為首屆跨海外舉行賽事。

### 亞洲版
於2016年1月20日升級及運營，為新 太鼓達人亞洲版的第四作或版本，收錄曲共464曲(30首隱藏曲，裏譜面84曲)，在本作內的更新次數為6回。

## 太鼓之達人（紅色版）
於2016年7月14日升級及運營，為新 太鼓達人的第八作或版本，收錄曲共641曲(期間限定4曲)(48首隱藏曲，裏譜面104曲)，在本作內的更新次數為9回。

### 新系統
- 增加「段位道場 外傳」，為段位道場的額外題目，一成功可獲得該稱號，與本編的段位無關，有時會收錄舊時代的段位道場的題目。
- 新增額外選曲分類和。

### 軼事
- 為對應街機。

### 亞洲版
於2016年9月6日升級及運營，為新 太鼓達人亞洲版的第五作或版本，收錄曲共549曲(21首隱藏曲，裏譜面101曲)，在本作內的更新次數為6回。

#### 軼事
- 因這版本的段位道場課題曲沒歌曲版權問題，為首次與日本版同步開放本次段位道場。

## 太鼓之達人（黃色版）
於2017年3月15日升級及運營，為新 太鼓達人的第九作或版本，收錄曲共698曲(65首隱藏曲，裏譜面117曲)，在本作內的更新次數為10回。

### 新系統
- 先前的咚點和商店(日本)轉型成咚幣和咖幣(日本)系統，全都改為商店模式。
- 新增二人遊玩模式，為兩人協力共用同一魂框過關，發表成績時僅展示魂框和百分比，該模式沒計算分數。

### 與前版不同之處
- 遊玩畫面些許更改，原本的開始展示連擊數從10降至3。
- (日本)廢止系統。
- 演示畫面從歌曲隨機變成AC13和AC14的新曲或人氣曲介紹遊玩。
- 歌曲額外分類的收錄曲刷新，更為。
- 段位道場的「玄人」以上的段位之後才開放。

### 軼事
- 為的對應街機。

### 亞洲版
於2017年4月5日升級及運營，為新 太鼓達人亞洲版的第六作或版本，收錄曲共594曲(45首隱藏曲，裏譜面109曲)，在本作內的更新次數為8回。

#### 爭議
由於亞洲版之後的非南夢宮版權曲的增加數異常地少；且官方的面子書網頁多以罐頭發文；在內的歌曲數與原日本版的差異很大；且缺乏鼓眾廣場、特訓模式等等的系統，招致多數鼓眾玩家的不滿，形成「沒有廣場（ひろばない）」事件。

## 太鼓之達人（藍色版）
於2018年3月15日升級及運營，為新 太鼓達人的現今版本及第十作或版本，收錄曲共723曲(期間限定3曲，消除12曲)(71首隱藏曲，裏譜面122曲)，目前在本作內的更新次數為9回。

### 新系統
- 增加一人模式「演奏戰鬥」。

### 與前作不同之處
- 魔鬼級表裏譜面可同時遊玩。
- (日本)廢除「特訓模式」。

### 亞洲版
於2018年4月13日升級及運營，為新 太鼓達人亞洲版的現今版本及第七作或版本，收錄曲共617曲(期間限定3曲，消除11曲)(45首隱藏曲，裏譜面116曲)，目前在本作內的更新次數為3回。

#### 與前作不同之處
- 官方面子書網頁已停止每月大會活動。
- 段位道場再度與日本版不同步，且課題曲稍微與日本版不同。

## 太鼓之達人（綠色版）
於2019年4月1日升級及運營，為新 太鼓達人的現今版本及第十作或版本，收錄曲共778曲(期間限定3曲，消除12曲)(71首隱藏曲，裏譜面122曲)，目前在本作內的更新次數為9回。

## 其他

### 太鼓之達人 (AMショー2000出展版)
於2000年的初代測試作，展示於。本作原有收錄小遊戲，之後這些元素都收錄於家用版的太鼓達人。

### 太鼓之達人RT
於2004年11月發行，是為了老年人和殘疾人士而作的街機，因此框體與原作會有特異之處，為太鼓達人SYSTEM10的最後一作(不過當時已有家用版CS4以新畫面為主的作品)。
- 簡單難度最高星級為2、普通則3，沒有困難、達人難度以及對戰模式。
- 全20曲，有19首童謠·民謠，僅一首南夢宮自家原創曲。
  - 有些童謠·民謠在正式作品有收錄，不過在這作的譜面比較簡單。
- 演奏畫面的改為「目標(もくひょう)」；「魂」改為「力」。
- 除演奏模式外，還有自由敲擊模式。

## 外部連結
- http://www.wikihouse.com/taiko/index.php?FrontPage（页面存档备份，存于）：深入記載太鼓之達人各種相關資料的網站
- https://taikoinfotw.fandom.com/zh-tw/wiki/%E9%A6%96%E9%A0%81 （页面存档备份，存于）：針對台灣的太鼓之達人街機版玩家所成立的非營利機台資訊網站